# منتخب غواتيمالا تحت 20 سنة لكرة القدم
منتخب غواتيمالا تحت 20 سنة لكرة القدم (بالإسبانية: Selección de fútbol sub-20 de Guatemala)‏ هو ممثل غواتيمالا الرسمي في المنافسات الدولية في كرة القدم في فئة كرة قدم تحت 20 سنة للرجال، يديريه اتحاد غواتيمالا لكرة القدم.